# Pemongkong
Pemonglong est une commune indonésienne de la province des Petites îles de la Sonde occidentales.